# Temistocle Testa
Temistocle Testa (Grana Monferrato, 11 novembre 1897 – Porretta Terme, 17 luglio 1949) è stato un militare e prefetto italiano.

## Biografia

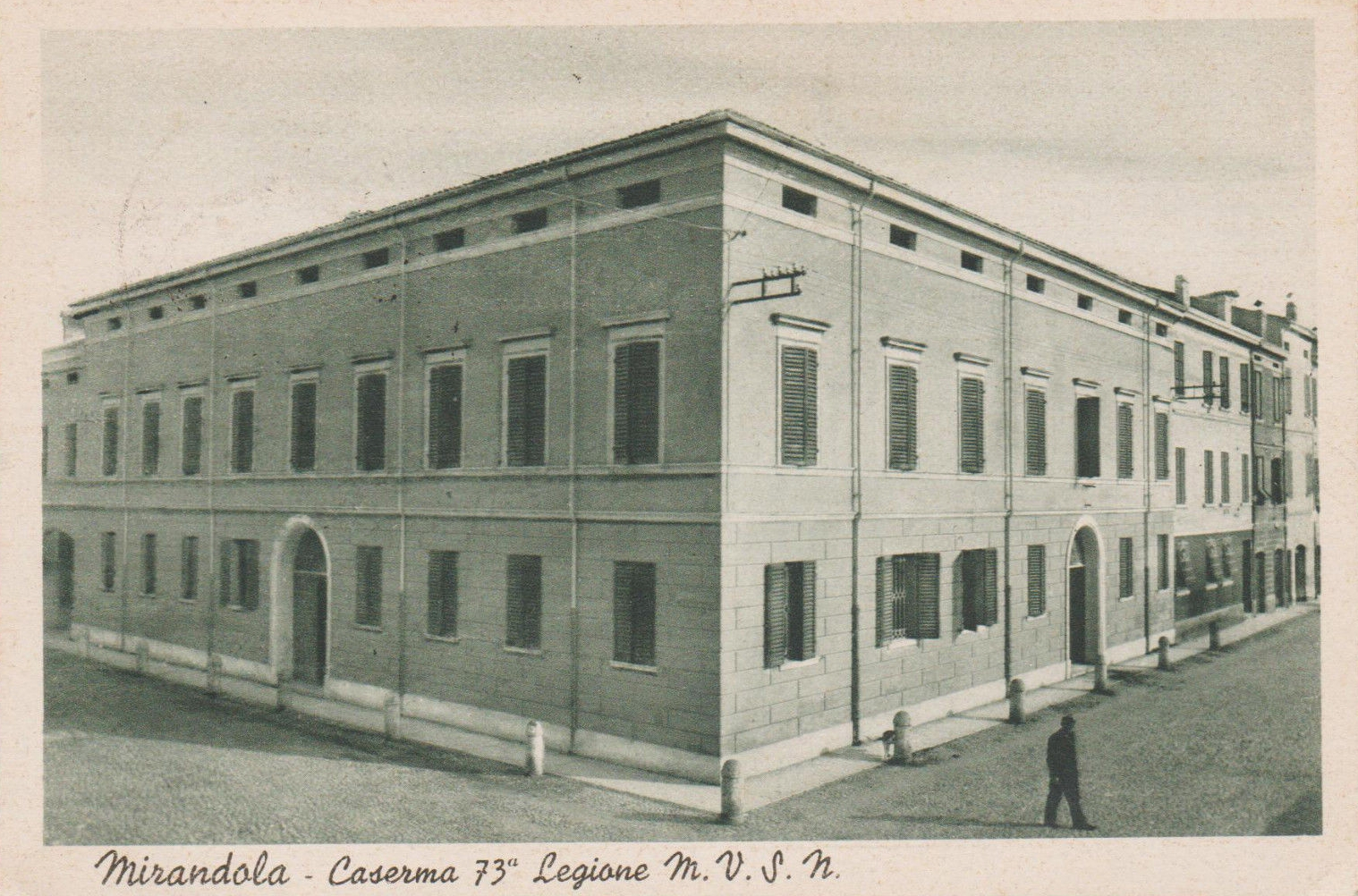
Palazzo Molinari, caserma della 73ª Legione MVSN a Mirandola

Figlio di un notaio, nel 1915 si arruolò volontario come sottotenente nel corpo di spedizione italiano in Francia, dove per "meriti eccezionali" fu promosso capitano.
Trasferitosi a Modena presso il fratello Ulisse, professore di Neuropatologia, si laureò in giurisprudenza presso l'Università di Modena. Si iscrisse al Fascio di combattimento modenese il 10 febbraio 1921, e partecipò come squadrista alla marcia su Roma. Nel gennaio del 1922 fu eletto vicesegretario del Partito Nazionale Fascista di Modena, compiendo numerose aggressioni e pestaggi di socialisti e comunisti modenesi, tanto che il questore Ercole Schiavetti lo denunciò anche per istigazione a delinquere.
Come Console Comandante delle Camicie Nere dal 1923 al 1931 comandò la 73ª Legione Mirandola della Milizia Volontaria per la Sicurezza Nazionale. Essendo uno dei più forti esponenti del fascismo modenese fu nominato Segretario Federale del PNF di Modena (giugno 1928 – febbraio 1931).

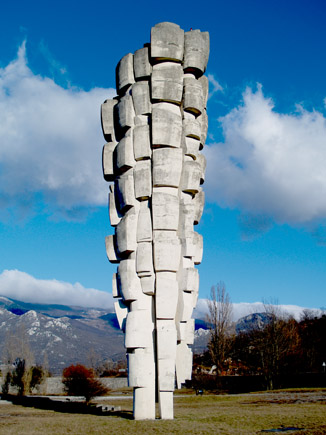
Monumento alle vittime dell'eccidio di Podhum. Il 12 luglio 1942 nel villaggio di Podhum, per rappresaglia furono fucilati da reparti militari italiani per ordine del Prefetto della Provincia di Fiume Temistocle Testa tutti gli uomini del villaggio di età compresa tra i 16 ed i 64 anni. Sul monumento che oggi sorge nei pressi del villaggio sono indicati i nomi delle 91 vittime dell'eccidio. Il resto della popolazione fu deportata nei campi di internamento italiani e le abitazioni furono incendiate.

Testa venne nominato prefetto di II classe il 16 febbraio 1931 (Prefetto di Perugia dal febbraio 1931 e prefetto di Udine dal 16 ottobre fino a fine febbraio 1938). Il 1º agosto 1937 fu promosso a prefetto di I classe venendo assegnato alla Provincia del Carnaro. I cinque anni del suo governo (1938-1943) si sovrapposero con l'inizio della seconda guerra mondiale e l'invasione nazifascista della Jugoslavia. Testa mostrò estrema aggressività nella lotta contro i partigiani jugoslavi operanti nei dintorni di Fiume ed estrema rigidità nell'applicare le leggi razziali. La notte del 17-18 giugno 1940 ordinò una dura retata (criticata anche dal Ministero dell'Interno) con cui furono arrestati 500 ebrei maschi a Fiume e Abbazia, metà dei quali poi deportati e internati nei campi di concentramento in Italia. Il vicecommissario di polizia Giovanni Palatucci cercò di salvare la comunità ebraica, ma venne arrestato e deportato al campo di concentramento di Dachau, dove fu ucciso.
Il 30 maggio 1942 ordinò una rappresaglia, facendo uccidere 20 uomini di Jelenje estratti a sorte, per punire i giovani renitenti alla leva. Il 4 giugno fece incendiare tre villaggi e fucilare 24 uomini a Kilovče. Il 12 luglio 1942 ordinò una dura rappresaglia nel villaggio di Podhum, in cui vennero fucilati almeno 91 civili, deportate 200 famiglie e date alle fiamme tutte le case. A Castua furono bruciati diciassette villaggi, uccise 59 persone, deportati 2 311 abitanti e incendiate 503 case e 237 stalle.
Il 24 gennaio 1943 Testa fu inviato a Roma, sostituito da Agostino Podestà. Testa venne inizialmente impiegato presso la Direzione del Servizio per l'Intendenza di Guerra del Ministero dell'Interno. Ben presto fu nominato Alto Commissario Civile per la Sicilia, carica che ricoprì dal giugno 1943 al gennaio 1944.
Dopo lo sbarco in Sicilia degli Alleati, Testa divenne Prefetto di Roma. Lì, nell'autunno del 1943, ebbe contatti con il generale Giuseppe Castellano, che negoziò l'armistizio di Cassibile tra l'Italia e le forze alleate l'8 settembre 1943.
Dopo la caduta di Roma, Testa fu nuovamente impiegato presso la Direzione del Servizio Intendenza di Guerra della Repubblica Sociale Italiana del Ministero dell'Interno a Milano, con il compito specifico di controllare tutto il traffico motorizzato dell'Italia settentrionale. Secondo quanto riferito, era in stretto contatto con Eugen Dollmann, ambasciatore tedesco presso la Santa Sede e in seguito aiutante di campo di Karl Wolff. Dollmann era anche un amico di famiglia di Testa.
Dopo la seconda guerra mondiale la Commissione Provinciale per i provvedimenti di polizia di Roma nel giugno 1947 condannò Testa a tre anni di internamento. Insieme alla sua famiglia si stabilì a Porretta Terme, dove morì nel 1949, suicidandosi.

## Onorificenze
- Ordine della Corona d'Italia
- Ordine dei Santi Maurizio e Lazzaro
- Ordine coloniale della Stella d'Italia